# 天安礼定
天安礼定（西夏文：𘓺𗪚𗅲𗧯，1085年—1086年）是西夏惠宗李秉常的第四個年号，共計2年。
方詩銘《中國歷史紀年表》以天安禮定年號使用於1086年，共使用一年。但西夏陵墓殘碑碑文有「天安禮定二年秋七月十九日珍葬」字樣，《重修護國寺感通塔碑》碑文題字有「天安礼定二年中頻頻燒香」，則天安禮定年號使用了二年。

## 改元
- 1085年——改元天安禮定。
- 1086年——七月十日，李秉常去世，李乾順即位。[4]
- 1087年——改元天儀治平。

## 纪年對照表
| 天安礼定 | 元年     | 二年     |
| -------- | -------- | -------- |
| 公元     | 1085年   | 1086年   |
| 干支     | 乙丑     | 丙寅     |
| 北宋     | 元豐八年 | 元祐元年 |

## 同期存在的其他政權年號
- 中國
  - 元祐（1074年－1085年）：宋—宋神宗趙頊之年號
  - 元祐（1086年－1094年）：宋—宋哲宗趙煦之年號
  - 大安（1085年－1094年）：遼—遼道宗耶律洪基之年號
  - 建安（1083年－1091年）：大理—段正明之年號
- 越南
  - 英武昭勝（1076年－1085年）：李朝—李乾德之年號
  - 廣祐（1085年－1092年）：李朝－李乾德之年號
- 日本
  - 應德（1084年－1087年）：白河天皇與堀河天皇之年號

## 深入閱讀
- 李崇智. . 北京: 中華書局. 2004年12月. ISBN 7101025129.
- 鄧洪波. . 臺北: 國立臺灣大學東亞經典與文化研究計劃. 2005年3月  [2021-12-08]. ISBN 9789860005189. （原始内容 (pdf)存档于2007-08-25）.
- 長部和雄.  (PDF). 東京: 京都大學. 1933年7月1日  [2021年12月18日]. ISBN. （原始内容 (pdf)存档于2021年12月9日）.
- 長部和雄.  (pdf). 東京: 京都大學. 1933年10月1日  [2021年12月18日]. ISBN. （原始内容存档 (PDF)于2021年12月18日）.
- 杜建錄. . 上海: 上海古籍出版社. 2012年2月. ISBN 9787532562244.

## 參看
- 中國年號索引

| 前一年號： 大安 | 西夏年号 1085年－1086年 | 下一年號： 天儀治平 |